# 2005년 로스앤젤레스 영화 비평가 협회상
제31회 로스앤젤레스 영화 비평가 협회상은 2005년 12월에 열린 시상식이다.

## 수상 및 후보

### 작품상
- 브로크백 마운틴

### 감독상
- 브로크백 마운틴 - 이안 수상

### 남우주연상
- 카포티 - 필립 세이모어 호프만 수상

### 여우주연상
- 절망의 끝 - 베라 파미가 수상

### 남우조연상
- 폭력의 역사 - 윌리암 허트 수상

### 여우조연상
- 카포티 - 캐서린 키너 수상

### 각본상
- 카포티 - 댄 퓨터먼 수상
- 오징어와 고래 - 노아 바움백 수상

### 촬영상
- 굿 나잇, 앤 굿 럭 - 로버트 엘스윗 수상

### 미술상
- 2046 - 장숙평 수상

### 음악상
- 하울의 움직이는 성 - 히사이시 조 수상

### 외국어영화상
- 히든

### 다큐멘터리상
- 그리즐리 맨

### 애니메이션상
- 월레스와 그로밋 - 거대 토끼의 저주 - 닉 파크 수상

### 독립영화상
- 코뮌 - 피터 왓킨스 수상

### 신인상
- 와와 - 잭 폭스 수상

### 공로상
- 리처드 위드마크 수상

### 특별공헌상
- David Shepard 수상
- Bruce Posner 수상
- Anthology Film Archive 수상